# 哈里·托福洛
哈里·斯特凡诺·托福洛（英語：Harry Stefano Toffolo；1995年8月19日—）是一位英格蘭足球運動員。在場上的位置是左後衛。現效力於美國職業足球大聯盟球隊夏洛特FC。曾效力於英超球隊諾定咸森林和英冠球隊諾域治。他也曾代表英格蘭國家青年足球隊參賽。

## 外部連結
- 足球数据库：哈里·托福洛的球员统计数据